# كل قرس
كَلْ قِرِس سلطنة قبائل الطوارق، التي عاشت غالبا وسط جنوب النيجر. لكن هذه القبائل في الماضي عاشت في جبال آير قبل القرن السابع عشر الميلادي. كرعاة، كل قرس كانت لديهم دورة ارتحال موسمية للماشية بحثا عن الكلأ. هذه الدورة تأخذهم بعيدا إلى مجتمعات أكثر استقرارا في زيندر ومنطقة طاوة.

## أهم قبائل السلطنة
- كل إغلال.
- إغاون.
- كل أمنير.
- إتيسان.
- وعدد كبير من الموالي والعبيد الذين يسمون (إيغويلن).